# Feliks Manz
Feliks Manz (ur. ok. 1498; zm. 5 stycznia 1527) – jeden ze współzałożycieli ruchu anabaptystów. Należał początkowo do grona uczniów Ulricha Zwingliego. 21 stycznia 1525 przyjął „powtórny chrzest” z rąk Jerzego Blaurocka. Na podstawie ustawy, uchwalonej przez radę miejską Zurychu Manz skazany został na śmierć przez utopienie. Wyrok wykonano 5 stycznia 1527 w rzece Limmat.